# 키타바타케 치카코
키타바타케 치카코/신시(일본어: 北畠 親子 きたばたけ ちかこ/しんし[*])는 가마쿠라 시대 후기의 쿄고쿠파의 가인이다. 후시미 천황의 텐지이자 측실이다. 『신황정통기(神皇正統記)』를 쓴 키타바타케 치카후사의 형수이다.
남편 후시미 천황이나 천황의 정실인 에이후쿠몬인의 비호 아래, 쿄고쿠 타메카네 등에 의해 열린 문학 살롱에서 쿄고쿠파의 유력 가인으로 크게 활약했다. 『신고센와카슈(新後撰和歌集)』 이하의 칙찬와카집에 53수가 입집해있다. 사가집은 『곤다이나곤노텐지집(権大納言典侍集)』이다.
또한, 과거에는 고다이고 천황의 후궁이자 정이대장군 모리요시 친왕의 어머니인 민부쿄노산미라고 하는 인물을 치카코에게 맞추는 것이 정설이었지만, 21세기 초 시점에서 거의 부정되고 있다.

## 약력
토인 킨사다의 『존비분맥(尊卑分脈)』 (14세기 말)에, 공경의 키타바타케 모로치카의 유일한 딸 "종3위 치카코"로 기재되어있는 인물이다.
한편, 천황가의 족보인 『본조황윤소운록(本朝皇胤紹運録)』 (오에이 33년 (1426년))에는 고다이고 천황의 3황자로, 겐코의 난에서 활약한 정이대장군 모리요시 친왕의 어머니가 "민부쿄노산미 다이나곤 미나모토노 모로치카의 딸"이라고 쓰여져있다. 그래서, 모리요시 친왕의 어머니 민부쿄노산미를 치카코와 동일인물로 하는 것이 정설이었다.
그러나, 그 후 일본 문학 연구 분야에서 쿄고쿠파의 와카가 주목받게 되어, 이노우에 무네오의 『중세가단사의 연구 난보쿠초기(中世歌壇史の研究 南北朝期)』 (1965년)이나 이와사 미요코의 『쿄고쿠파 가인의 연구(京極派歌人の研究)』 (1974년) 등의 연구가 진행되자, 이 정설은 의문성을 갖게 되었다.
예를 들면, 사이엔지 킨히라 『킨히라 공기(公衡公記)』 쇼오 2년 (1289년) 1월 29일조에 "곤다이나곤노텐지 모로치카 공의 딸"로, 『후시미 천황 신기(伏見天皇宸記)』 같은 해 3월 1일조에 "텐지 치카코 곤다이나곤노텐지"가 있다. 이에 따라 키타바타케 치카코는 가집 『곤다이나곤노텐지집(権大納言典侍集)』을 쓴 쿄고쿠파의 유력 가인 "곤다이나곤노텐지"와 동일인물로 판명되었다. 치카코는 후시미 천황의 황태자 시절부터 황위 계승, 그리고 붕어까지 일생을 같이 한 것으로 보인다.
이상의 곤다이나곤노텐지 = 키타바타케 치카코 설은 일본사 연구가 모리 시게아키도 동의하고 있다.
또한, 타마이 코스케의 『나카츠카사노나이시 일기 신주(中務内侍日記新注)』에 따르면 『본조황윤소운록(本朝皇胤紹運録)』에 후시미 천황의 황자인 손고 입도친왕의 어머니로 기재된 "곤다이나곤노츠보네 참의 토모우지의 딸"은 키타바타케 치카우지와 동일인물이 아닌가 한다. 치카코의 친아버지는 나카노인 토모우지였으나, 어린 나이에 토모우지가 사망하자, 아버지의 사촌인 모로치카의 양녀가 된 것이 아닌가 한다. 일본사 연구자인 오카노 토모히코도 이들을 지지하고 있다.